# Jeffrey DeMunn
Jeffrey DeMunn (Buffalo, 25 aprile 1947) è un attore statunitense.

## Biografia
Jeffrey DeMunn nasce a Buffalo nello Stato di New York da Violet (nata Paulus) e James DeMunn. È inoltre il figliastro dell'attrice Betty Lutes DeMunn. Si è laureato all'Union College con un Bachelor of Arts in inglese.
Nella prima metà degli anni settanta si trasferì in Inghilterra, dove ricevette una formazione teatrale presso l'Old Vic Theatre. Dopo essere ritornato negli Stati Uniti iniziò ad esibirsi in varie produzioni teatrali, recitando in una produzione della Royal Shakespeare Company di Re Lear e in varie produzioni off-Broadway, tra cui Bent, Modigliani e Sogno di una notte di mezza estate. Ha inoltre partecipato ad alcune produzioni dell'Eugene O'Neill Theater Center.

## Vita privata
Sposato una prima volta nel 1974 con Ann Sekjaer, divorziò nel 1995, per poi risposarsi nel 2001 con Kerry Leah.

## Carriera
La carriera televisiva dell'attore inizia nel 1978 partecipando al film per la televisione The Last Tenant. Successivamente nel 1980 recitò per la prima volta in un film cinematografico, Resurrection di Daniel Petrie. Sempre nello stesso anno recitò anche in altri due film: Delitti inutili di Brian G. Hutton e You Better Watch Out.
DeMunn è uno degli attori preferiti del regista Frank Darabont che lo ha fatto recitare in tutti e quattro i suoi film: Le ali della libertà, Il miglio verde, The Majestic e The Mist. Ha inoltre recitato anche nel film del 1988 Blob - Il fluido che uccide, co-scritto sempre da Darabont.
Nel 1995 ha vinto un CableACE Award come miglior attore non protagonista in un film o miniserie per la sua interpretazione del serial killer Andrei Chikatilo nel film TV della HBO Cittadino X.
Ha recitato in molti film tratti dai libri di Stephen King. Oltre a quelli già citati è infatti anche apparso nella miniserie TV La tempesta del secolo ed è stato il narratore degli audiolibri de L'acchiappasogni e Colorado Kid.
Per quanto riguarda la sua carriera televisiva Jeffrey è apparso tra il 1993 e il 2008 nella serie televisiva Law & Order - I due volti della giustizia nel ruolo ricorrente del professor Norman Rothenberg ed è inoltre apparso come guest star in numerose altre serie televisive tra cui Ai confini della realtà, Avvocati a Los Angeles, Il fuggitivo, The Practice - Professione avvocati, E.R. - Medici in prima linea, Chicago Fire e negli spin-off di Law & Order; Law & Order - Unità vittime speciali e Law & Order - Il verdetto.
Dal 2010 è presente nella serie televisiva The Walking Dead, creata anche questa da Frank Darabont. L'ultima apparizione di Dale Horvath (il personaggio da lui interpretato) risale al 6 marzo 2012, data in cui Dale esce di scena.

## Filmografia parziale

### Cinema
- Resurrection, regia di Daniel Petrie (1980)
- Delitti inutili (The First Deadly Sin), regia di Brian G. Hutton (1980)
- Frances, regia di Graeme Clifford (1982)
- Allarme rosso (Warning Sign), regia di Hal Barwood (1985)
- The Hitcher - La lunga strada della paura (The Hitcher), regia di Robert Harmon (1986)
- Blob - Il fluido che uccide (The Blob), regia di Chuck Russell (1988)
- Betrayed - Tradita (Betrayed), regia di Costa-Gavras (1988)
- Scandalo Blaze (Blaze), regia di Ron Shelton (1989)
- Teneramente in tre (Eyes of an Angel), regia di Robert Harmon (1991)
- Gli strilloni (Newsies), regia di Kenny Ortega (1992)
- Le ali della libertà (The Shawshank Redemption), regia di Frank Darabont (1994)
- Ritrovarsi (Safe Passage), regia di Robert Allan Ackerman (1994)
- Killer - Diario di un assassino (Killer: A Journal of Murder), regia di Tim Metcalfe (1995)
- Phenomenon, regia di Jon Turteltaub (1996)
- Turbulence - La paura è nell'aria (Turbulence), regia di Robert Butler (1997)
- X-Files - Il film (The X-Files), regia di Rob S. Bowman (1998)
- Il miglio verde (The Green Mile), regia di Frank Darabont (1999)
- The Majestic, regia di Frank Darabont (2001)
- Hollywoodland, regia di Allen Coulter (2006)
- The Mist, regia di Frank Darabont (2007)
- Burn After Reading - A prova di spia (Burn After Reading), regia di Joel e Ethan Coen (2008)
- Shelter - Identità paranormali (Shelter), regia di Måns Mårlind e Björn Stein (2010)
- Another Happy Day, regia di Sam Levinson (2011)
- Adult Beginners, regia di Ross Katz (2014)
- Halfway, regia di Ben Caird (2016)
- Marcia per la libertà (Marshall), regia di Reginald Hudlin (2017)
- The Amaranth, regia di Albert Chi (2018)

### Televisione
- Hill Street giorno e notte (Hill Street Blues) – serie TV, episodio 5x20 (1985)
- Ai confini della realtà (The Twilight Zone) – serie TV, episodio 1x03 (1985)
- Spencer (Spenser: For Hire) – serie TV, episodio 1x17 (1986)
- Moonlighting – serie TV, episodio 2x17 (1986)
- Il giovane Harry Houdini (Young Harry Houdini), regia di James Orr – film TV (1987)
- Disneyland – serie TV, episodio 31x20 (1987)
- I mulini a vento degli dei (Windmills of the Gods), regia di Lee Philips – miniserie TV (1988)
- Lincoln, regia di Lamont Johnson – miniserie TV (1988)
- CBS Summer Playhouse – serie TV, episodio 3x05 (1989)
- Caro John (Dear John) – serie TV, episodio 2x10 (1989)
- L.A. Law - Avvocati a Los Angeles (L.A. Law) – serie TV, episodio 4x19 (1990)
- La casa delle anime perdute (The Haunted), regia di Robert Mandel – film TV  (1991)
- Tribeca – serie TV, episodio 1x05 (1993)
- Law & Order - I due volti della giustizia (Law & Order) – serie TV, 8 episodi (1993-2008)
- Cittadino X (Citizen X), regia di Chris Gerolmo – film TV (1995)
- Hiroshima, regia di Koreyoshi Kurahara e Roger Spottiswoode – film TV (1995)
- Cracker – serie TV, episodio 1x11 (1997)
- La stella di Natale (A Christmas Memory), regia di Glenn Jordan – film TV (1997)
- Oltre i limiti (The Outer Limits) – serie TV, episodio 4x12 (1998)
- Costretti a fuggire (Black Cat Run), regia di D. J. Caruso – film TV (1998)
- La tempesta del secolo (Storm of the Century), regia di Craig R. Baxley – miniserie TV (1999)
- D.C. – serie TV, episodio 1x02 (2000)
- Il fuggitivo (The Fugitive) – serie TV, episodio 1x06 (2000)
- Law & Order - Unità vittime speciali (Law & Order: Special Victims Unit) – serie TV, episodi 2x05-2x15 (2000-2001)
- Gideon's Crossing – serie TV, episodio 1x12 (2001)
- The Practice - Professione avvocati (The Practice) – serie TV, episodio 6x06 (2001)
- E.R. - Medici in prima linea (ER) – serie TV, episodio 9x09 (2002)
- Hack – serie TV, episodio 2x11 (2003)
- West Wing - Tutti gli uomini del Presidente (The West Wing) – serie TV, episodio 5x14 (2004)
- Law & Order - Il verdetto (Law & Order: Trial by Jury) – serie TV, episodio 1x04 (2005)
- Empire Falls - Le cascate del cuore (Empire Falls), regia di Fred Schepisi – miniserie TV (2005)
- Laboratorio mortale (Covert One: The Hades Factor), regia di Mick Jackson – miniserie TV (2006)
- Cashmere Mafia – serie TV, episodio 1x06 (2008)
- The Walking Dead – serie TV, 16 episodi (2010-2012)
- Chicago Fire – serie TV, episodio 1x02 (2012)
- The Good Wife – serie TV, episodi 4x20-5x02 (2013)
- Mob City – serie TV, 6 episodi (2013)
- The Affair - Una relazione pericolosa (The Affair) – serie TV, episodio 1x09 (2014)
- The Blacklist – serie TV, episodio 2x14 (2015)
- Billions – serie TV, 68 episodi (2016-2023)
- Divorce – serie TV, 4 episodi (2016)

## Doppiatori italiani
Nelle versioni in italiano delle opere in cui ha recitato, Jeffrey DeMunn è stato doppiato da:
- Stefano De Sando in Law & Order - I due volti della giustizia (ep. 9x19), The Majestic, The Walking Dead
- Augusto Di Bono in Ai confini della realtà, Shelter - Identita paranormali
- Pino Colizzi ne Il giovane Harry Houdini, Scandalo Blaze
- Ambrogio Colombo in Gli strilloni, Law & Order - Il verdetto
- Pietro Biondi in Le ali della libertà, The Good Wife
- Oliviero Dinelli in Law & Order - I due volti della giustizia (ep. 5x19-12x04-18x10), La stella di Natale
- Sandro Iovino ne Il miglio verde, The Mist
- Carlo Valli in La tempesta del secolo, Billions
- Massimo Milazzo in Empire Falls - Le cascate del cuore, Another Happy Day
- Gianni Marzocchi in The Hitcher - La lunga strada della paura
- Sandro Sardone in Blob - Il fluido che uccide
- Pino Locchi in Teneramente in tre
- Paolo Buglioni in Law & Order - I due volti della giustizia (ep. 4x05)
- Sergio Di Giulio in Law & Order - I due volti della giustizia (ep. 13x20)
- Gino La Monica in Law & Order - I due volti della giustizia (ep. 14x23)
- Luca Biagini in Cittadino X
- Saverio Indrio in Hiroshima
- Sergio Tedesco in Killer - Diario di un assassino
- Gil Baroni in Turbulence - La paura è nell'aria
- Luciano Roffi in X-Files - Il film
- Franco Zucca in Costretti a fuggire
- Paolo Lombardi in Hollywoodland
- Michele Kalamera in Burn After Reading - A prova di spia
- Mario Scarabelli in Adult Beginners
- Stefano Oppedisano in The Affair - Una relazione pericolosa